# Бряза-де-Сус (Сучава)
Бряза-де-Сус (рум. Breaza de Sus) — село у повіті Сучава в Румунії. Входить до складу комуни Бряза.
Село розташоване на відстані 362 км на північ від Бухареста, 70 км на захід від Сучави.

## Населення
За даними перепису населення 2002 року у селі проживали 333 особи, усі — румуни. Усі жителі села рідною мовою назвали румунську.